# Kostaq Paftali
Kostaq Paftali (nevének ejtése kɔstatɕ paftali; Diracs, 1884 – Durrës, 1949) albán politikus, 1921-ben rövid ideig Albánia közmunkaügyi minisztere volt.

## Életútja
A közép-albániai Diracsban (ma Durrës) született görögkeleti felekezetű családban. Középiskolába az ausztriai Krems an der Donau gimnáziumába íratták be, ezt követően 1912-ben a Bécsi Műszaki Főiskolán szerzett diplomát. Az első világháború éveit Korfu szigetén töltötte.
Az 1920-as években kapcsolódott be Albánia politikai életébe. 1921. december 12-étől december 24-éig Idhomene Kosturi kormányában a közmunkaügyi tárcát vezette. 1922-ben részt vett az albán ortodox egyház megalapításáról döntő berati egyházi tancskozáson. 1922-től 1924-ig szülővárosa, Durrës életét irányította polgármesterként. Ezt követően ismét visszafordult az országos politikához, 1924-ben az albán nemzetgyűlés képviselője és alelnöke lett. 1924 májusában az Amet Zogu politikájával szembeforduló vlorai ellenzéki csoportosulás, a Fan Noli vezette árnyékkormány tagja lett, amelyben ismét közmunkaügyi kérdésekkel bízták meg. Támogatta a Zogut hatalmából elmozdító júniusi forradalmat. 1924 októberében részt vett a Nemzeti Demokrata Párt (Partia Demokrate Nacionale) megalapításában.
Miután 1924 decemberében Zogu visszaszerezte és konszolidálta hatalmát, Paftali külföldre távozott, és a következő tizenöt évben Olaszországban élt. Az Albániát 1939 áprilisában megszálló olasz csapatokkal egy időben tért vissza hazájába, és 1944-ig a Pénzügyi Ellenőrző Tanács (Këshilli Kontrollues i Financave) tagjaként tevékenykedett. 1949-ben halt meg Durrësban.